# 佩吉 (亞利桑那州)
佩吉（Page）是美国亚利桑那州科科尼诺县的一个城市，靠近羚羊峽谷、格伦峡谷大坝和鲍威尔湖。据2010年人口普查局估计，该城市总人口为7,247人。